# 德維爾基夫什契納
50°15′17″N 31°52′37″E / 50.25472°N 31.87694°E
德維爾基夫什奇納（羅馬化：Dvirkivshchyna）是位於烏克蘭北部的村莊，由基辅州鲍里斯皮尔区的亞霍滕市鎮負責管轄。該村始建於1684年，面積0.5平方公里，海拔高度133米，2001年人口390，人口密度每平方公里780人。

## 出身名人
- 安德烈·舍甫琴科（1976年—），烏克蘭足球員，烏克蘭英雄。